# Arctic Race of Norway 2025
De twaalfde editie van de wielerwedstrijd Arctic Race of Norway vond plaats tussen 7 en 10 augustus 2025. De start was in Borkenes, de finish in Tromsø. De wedstrijd maakte deel uit van de UCI ProSeries 2025, met de categorie 2.Pro. De Nieuw-Zeelander Corbin Strong won de eerste etappe en verdedigde zijn leiderstrui de overige drie etappes met succes, waardoor hij Magnus Cort opvolgde als eindwinnaar.

## Etappe-overzicht
| Etappe | Datum       | Start     | Finish   | Type      | Afstand  | Winnaar            | Klassementsleider |
| ------ | ----------- | --------- | -------- | --------- | -------- | ------------------ | ----------------- |
| 1      | 7 augustus  | Borkenes  | Harstad  | Heuvelrit | 182 km   | Corbin Strong      | Corbin Strong     |
| 2      | 8 augustus  | Tennevoll | Sørreisa | Heuvelrit | 166,5 km | Alexander Kristoff | Corbin Strong     |
| 3      | 9 augustus  | Husøy     | Målselv  | Heuvelrit | 182 km   | Tom Pidcock        | Corbin Strong     |
| 4      | 10 augustus | Tromsø    | Tromsø   | Heuvelrit | 141 km   | Fredrik Dversnes   | Corbin Strong     |

## Eindklassement
| Plaats    | Naam                | Ploeg               | Tijd      |
| --------- | ------------------- | ------------------- | --------- |
| Gele trui | Corbin Strong       | Israel-Premier Tech | 15u49'03" |
| 2         | Tom Pidcock         | Q36.5               | + 11"     |
| 3         | Christian Scaroni   | XDS Astana          | + 28"     |
| 4         | Riley Sheehan       | Israel-Premier Tech | + 35"     |
| 5         | Clément Champoussin | XDS Astana          | + 39"     |
| 6         | Kevin Vermaerke     | Picnic PostNL       | z.t.      |
| 7         | Martin Tjøtta       | Arkéa-B&B Hotels    | + 42"     |
| 8         | Felix Engelhardt    | Jayco AlUla         | + 43"     |
| 9         | Sven Erik Bystrøm   | Noorwegen           | + 44"     |
| 10        | Mats Wenzel         | Kern Pharma         | z.t.      |
|           |                     |                     |           |
| 21        | Dylan Teuns         | Cofidis             | + 1'09"   |
| 23        | Rick Pluimers       | Tudor               | + 1'19"   |

## Klassementsleiders na elke etappe
| Etappe 0     | Winnaar 0          | Algemeen klassement | Puntenklassement | Bergklassement     | Jongerenklassement | Ploegenklassement 0 |
| ------------ | ------------------ | ------------------- | ---------------- | ------------------ | ------------------ | ------------------- |
| 1            | Corbin Strong      | Corbin Strong       | Corbin Strong    | Storm Ingebrigtsen | Corbin Strong      | XDS Astana          |
| 2            | Alexander Kristoff | Corbin Strong       | Corbin Strong    | Storm Ingebrigtsen | Corbin Strong      | XDS Astana          |
| 3            | Tom Pidcock        | Corbin Strong       | Corbin Strong    | Storm Ingebrigtsen | Corbin Strong      | Israel-Premier Tech |
| 4            | Fredrik Dversnes   | Corbin Strong       | Corbin Strong    | Storm Ingebrigtsen | Corbin Strong      | XDS Astana          |
| 0Eindstanden | 0Eindstanden       | Corbin Strong       | Corbin Strong    | Storm Ingebrigtsen | Corbin Strong      | XDS Astana          |

1. ↑  De lichtblauwe trui werd in de tweede etappe gedragen door Riley Sheehan, die tweede stond in het puntenklassement. In de derde etappe werd de trui gedragen door Alexander Kristoff, tweede in het klassement.  In de vierde etappe werd de trui gedragen door Tom Pidcock, tweede in het klassement.
2. ↑  De witte trui werd in de tweede etappe gedragen door Rick Pluimers, die derde stond in het jongerenklassement. In de derde en vierde etappe werd de trui gedragen door Riley Sheehan, tweede in het klassement.

2013 · 2014 · 2015 · 2016 · 2017 · 2018 · 2019 · 2020 · 2021 · 2022 · 2023 · 2024 · 2025
Ronde van Valencia ·
Ronde van Oman ·
Clásica de Almería ·
Figueira Champions Classic ·
Ronde van de Algarve ·
Ruta del Sol ·
Ardèche Classic ·
Drôme Classic ·
Kuurne-Brussel-Kuurne ·
Trofeo Laigueglia ·
Nokere Koerse ·
Milaan-Turijn ·
GP Denain ·
Bredene Koksijde Classic ·
Grote Prijs Miguel Indurain ·
Ronde van Hainan ·
Scheldeprijs ·
Brabantse Pijl ·
Ronde van de Alpen ·
Ronde van Turkije ·
Grote Prijs van de Morbihan ·
Tro Bro Léon ·
Klassiek Duinkerke-GP van de Hauts-de-France ·
Vierdaagse van Duinkerke ·
Ronde van Hongarije ·
Veenendaal-Veenendaal ·
Antwerp Port Epic ·
Boucles de la Mayenne ·
Ronde van Noorwegen ·
Ronde van Slovenië ·
Brussels Cycling Classic ·
Dwars door het Hageland ·
Mont Ventoux Dénivelé Challenge ·
Ronde van België ·
Ronde van Qinghai ·
Ronde van Wallonië ·
Ronde van Burgos ·
Arctic Race of Norway ·
Ronde van Denemarken ·
Circuit Franco-Belge ·
Ronde van Duitsland ·
Ronde van Groot-Brittannië ·
Maryland Cycling Classic ·
GP Industria & Artigianato-Larciano ·
Coppa Sabatini ·
Grote Prijs van Fourmies ·
Grote Prijs van Wallonië ·
Ronde van Luxemburg ·
Super 8 Classic ·
Ronde van Langkawi ·
Ronde van het Münsterland ·
Ronde van Emilia ·
Coppa Bernocchi ·
Ronde van de Drie Valleien ·
Ronde van Piemonte ·
Ronde van het Taihu-meer ·
Parijs-Tours ·
Ronde van Veneto ·
Japan Cup ·
Veneto Classic